# Kaknäs skjutbanor
Die Kaknäs skjutbanor (deutsch Schießstände Kaknäs) waren ein Schießstand im Norden der schwedischen Hauptstadt Stockholm.
Der Schießstand wurde 1874 errichtet und umfasste einen Materialschuppen, Schotten und Eisenplatten. Später wurde ein Wachhaus gebaut. 1889 wurde die Schießanlage um einen weiteren Schießstand sowie Lager-, Hausmeisterhaus erweitert, welches das Wohnhaus des Oberleutnants war. 1902 wurden auf der Anlage die Schwedischen Meisterschaften im Schießen ausgetragen. Während der Olympischen Sommerspiele 1912 in Stockholm war der Schießstand Austragungsort der Schießwettbewerbe mit dem Gewehr und der Pistole sowie des Schießens im Modernen Fünfkampf. 
Im Dezember 1998 wurde die Stilllegung des Schießstandes beschlossen.